# Cecylia Roszak
Cecylia Roszak (właśc. Maria Roszak; ur. 25 marca 1908 w Kiełczewie, zm. 16 listopada 2018 w Krakowie) – polska zakonnica, dominikanka, Sprawiedliwa wśród Narodów Świata. Jedna z najdłużej żyjących osób w Polsce, superstulatka.

## Życiorys
Urodziła się jako Maria Roszak. Ukończyła naukę w Państwowej Szkole Handlowej i Przemysłowej Żeńskiej w Poznaniu. Mając 21 lat wstąpiła do klasztoru dominikanek klauzurowych w Krakowie „Na Gródku”. 7 lutego 1931 złożyła pierwsze śluby zakonne przybierając imię Cecylia. W 1934 złożyła śluby wieczyste. W 1938 przyjechała do Wilna w celu założenia z grupą dominikanek nowego klasztoru w Kolonii Wileńskiej (zamysł ten się nie powiódł ze względu na wybuch wojny).
W czasie okupacji w Wilnie ukrywała wraz z innymi zakonnicami dwoje dzieci żydowskich (ich rodzice zostali bestialsko zamordowani w toku Zagłady), oraz piętnastoosobową grupę Żydów – członków żydowskiej syjonistycznej organizacji skautowej Ha-Szomer Ha-Cair. Wśród ukrywanych byli przyszli członkowie ruchu oporu w gettach w Białymstoku, Warszawie i Wilnie, m.in.: harcmistrz Adam Kowner (Abel Kovner), Jurek Wilner (Arie Wilner), Chaja Grosman, Edek Boraks, Chuma Godot i Izrael Nagel. W uznaniu tych zasług uzyskała tytuł „Sprawiedliwej wśród Narodów Świata”.
Po wcieleniu Wilna do ZSRS, przyjechała do Krakowa. W krakowskim klasztorze dominikanek pełniła wiele funkcji, w tym była jego przeoryszą.
Zmarła 16 listopada 2018 w Krakowie.